# Friedrich von Gärtner

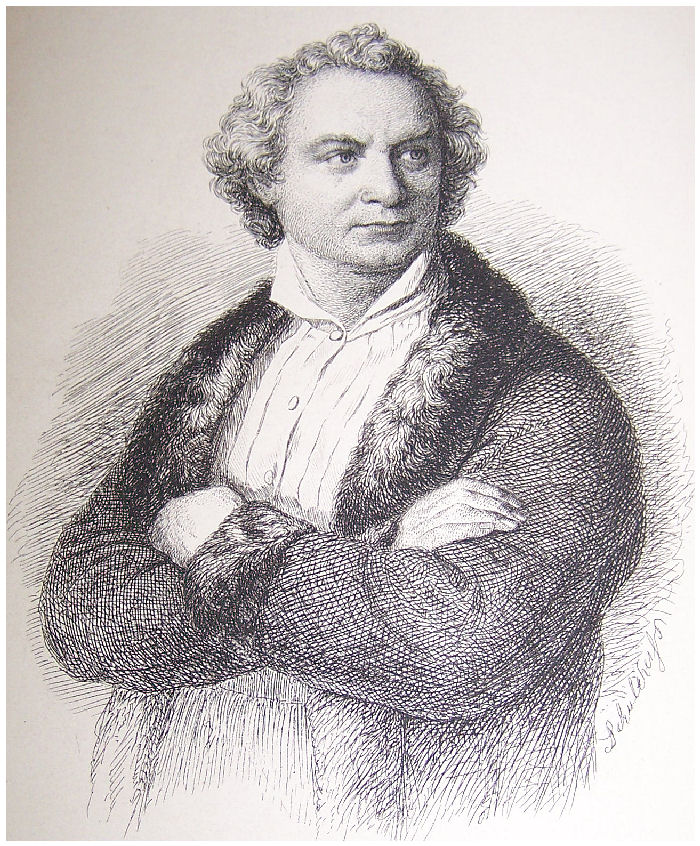
Friedrich von Gärtner

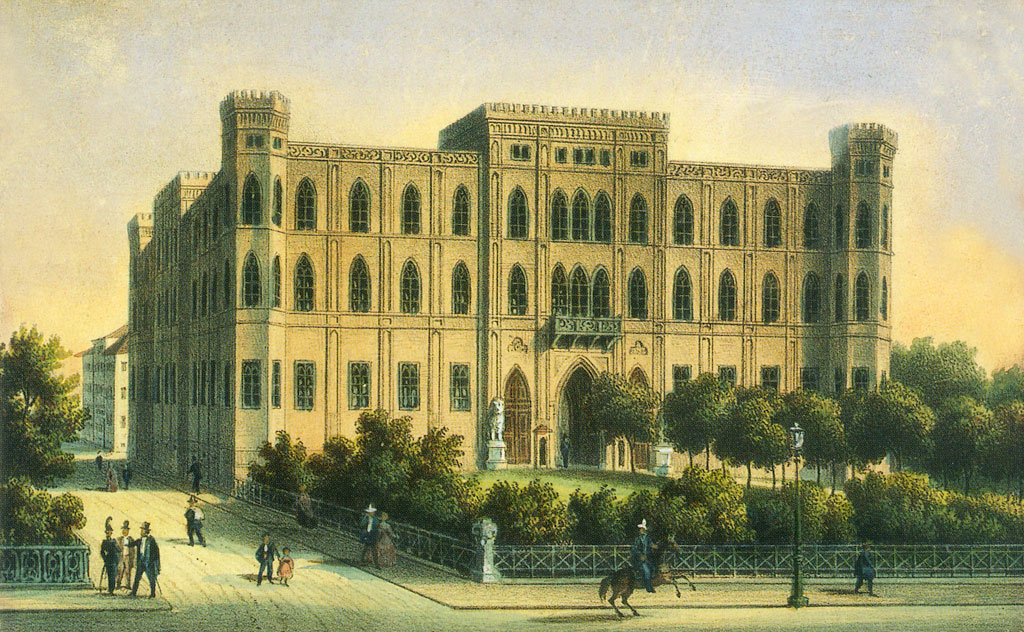
Palacio Wittelsbacher.

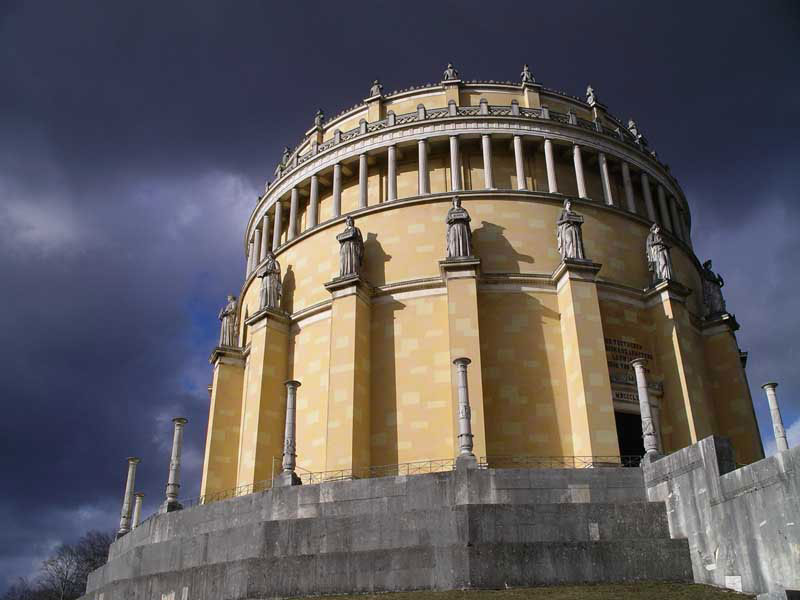
Befreiungshalle

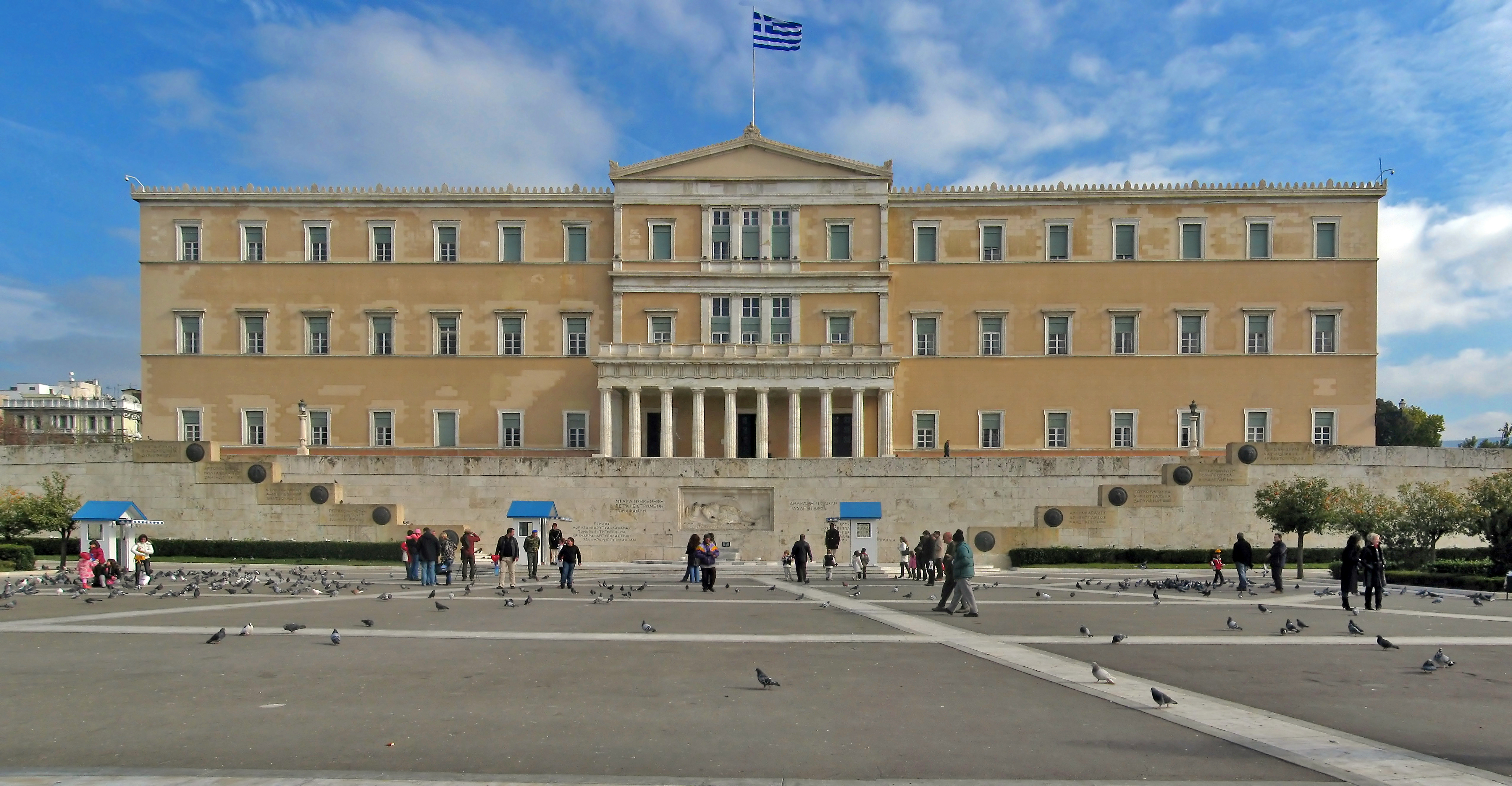
Edificio del parlamento de Grecia en Atenas.

Friedrich von Gärtner (Coblenza, Alemania, 10 de diciembre de 1791 - Múnich, Baviera, Alemania, 21 de abril de 1847) fue un arquitecto alemán.

## Biografía
Su padre, que también era arquitecto, se trasladó en 1804 a Múnich, donde el joven Gärtner recibió su primera instrucción en arquitectura. Para completar esa educación, marchó a París en 1812, donde estudió con Charles Percier y en 1814 se fue a Italia, donde pasó cuatro años en el estudio de las antigüedades. Los frutos de este trabajo aparecieron en 1819 en algunas vistas acompañadas de descripciones de los principales monumentos de Sicilia (Ansichten erhaltenen der am meisten Monumente Siciliens).
Después de una viaje a Inglaterra, Gärtner fue nombrado en 1820 profesor de arquitectura en la Academia de Bellas Artes de Múnich. Su trabajo como arquitecto comenzó con este nombramiento. En 1822, trabajó como director artístico de la Porcelana de Nymphenburg. Gärtner, finalmente, llegó a ser inspector jefe de edificios del gobierno y desde 1842 director de la Academia de Bellas Artes.
Está enterrado en el Alter Südfriedhof en Múnich. Su hijo Friedrich Gärtner fue un señalado pintor de arquitectura.

## Obra
Friedrich von Gärtner y Leo von Klenze son los arquitectos más conocidos de Baviera durante el reinado de Luis I. Su arquitectura era generalmente neorrománica, estilo muy del gusto del rey bávaro.
La iglesia muniquesa de San Luis en la calle de Luis influenció poderosamente otras arquitecturas religiosas, sobre todo en Estados Unidos.

### Principales proyectos
- En Múnich
  - Feldherrnhalle[1]
  - Siegestor
  - Edificio universitario
  - Bayerische Staatsbibliothek
  - Palacio Wittelsbacher (destruido).
- Pompejanum en Aschaffenburg
- Kursaal en Bad Kissingen
- Comenzó el Befreiungshalle en Kelheim que fue posteriormente rediseñado por el arquitecto Leo von Klenze.
- Antiguo Palacio Real de Atenas, que actualmente es la sede del Parlamento de Grecia.